# Elousa
Elousa is een geslacht van vlinders van de familie spinneruilen (Erebidae), uit de onderfamilie Calpinae.

## Soorten
- E. albicans Walker, 1857
- E. fraterna Smith, 1899
- E. mima Harvey, 1876
- E. minor Smith, 1899
- E. psegmapteryx Dyar, 1913
- E. schausi Giacomelli, 1911